# Rudolf Penndorf
Rudolf Balduin Penndorf (* 29. November 1911 in Chemnitz; † nach 1975) war ein deutschamerikanischer Geophysiker.

## Leben und Wirken
Nach dem Schulbesuch studierte er von 1931 bis 1936 Geophysik an den Universitäten Königsberg, Frankfurt a. M., München, London und promovierte 1936 an der Universität Leipzig zum Dr. phil. Ab 1935 war er Assistent am Geophysikalischen Institut der Universität Leipzig und habilitierte sich. 1940 erfolgte seine Berufung zum Wissenschaftlichen Rat und er wechselte nach der deutschen Besetzung Frankreichs 1941 an die Universität Straßburg. 
Nach Ende des Zweiten Weltkrieges war er 1946 zunächst für die amerikanische Besatzungstruppe als Meteorologe tätig, bevor er 1947 als wissenschaftlicher Mitarbeiter an das Air Force Cambridge Research Center nach Cambridge in die USA ging, wo er 1951 Abteilungsleiter wurde. 1956 wechselte er nach Boston. Dort stieg er 1963 zum Abteilungsleiter bei AVCO Manufact. auf.

## Schriften (Auswahl)
- Beiträge zum Ozonproblem. Die Rolle des Ozons im Wärmehaushalt der Stratosphäre. Leipzig 1936.
- Geographic distribution of spread. F in the Arctic. Journal of geophysical research, Bd. 67, 1962, S. 2279–2288.
- Diurnal and seasonal variation of spread. In: F in the Arctic In: Journal of geophysical research, Bd. 67, 1962, S. 2289–2298.
- Ludwig F. Weickmann, In: Meteorology and atmospheric physics, Bd. 13, 1963, Nr. 3–4, S. 481–484.
- Aeronomical maps for the Antarctic. New York 1964.